# Pirata abalosi
Pirata abalosi là một loài nhện trong họ Lycosidae.
Loài này thuộc chi Pirata. Pirata abalosi được Cândido Firmino de Mello-Leitão miêu tả năm 1942.